# José Accardi (sindicalista)
José Accardi Pardo (Mazzarino, 14 de marzo de 1892-Castro, 2 de julio de 1968), conocido como "el 68", fue uno de los principales cabecillas en las huelgas rurales de la Patagonia durante 1920-1921. A él se le atribuye gran parte de la paralización en la provincia de Santa Cruz durante la primera huelga de 1920 gracias a la movilización de columnas de obreros que se trasladaron por las estancias hasta rendirse pacíficamente al ejército argentino.

## Biografía
Nacido como Giuseppe Accardi Pardo, el 14 de marzo de 1892 en el pueblo siciliano de Mazzarino (Caltanissetta). Era hijo de Francesco Accardi Bartoli y Maria Angela Pardo Arena, un matrimonio de 10 hijos. Arribó a Buenos Aires junto a un hermano durante la década de 1910 buscando mejores oportunidades económicas. Ya en Buenos Aires se dedicó a la pintura, pero en poco tiempo estuvo involucrado con la ley, por lo que fue llevado al presidio de Ushuaia durante 1917-1918, obteniendo finalmente su libertad el 5 de enero de 1919, es aquí dónde obtiene su apelativo de "el 68" por el número de prisionero supuestamente. 
Ya instalado en la Patagonia comenzaría a transitar por las zonas de Magallanes y Santa Cruz para trabajar de carrero, consecuencia de aquello, se acerca a los sindicatos establecidos en la zona, oportunidad que tuvo para conocer a Alfredo Fonte "El Toscano", otro cabecilla de las huelgas que fue líder del consejo rojo durante las huelgas rurales de 1920-1921. 
A mediados de 1920 estalla una serie de huelgas a lo largo de la provincia de Santa Cruz, en el cual él tuvo la misión de llevar en calidad de delegado las condiciones de la huelga por las estancias y buscar nuevos adeptos al movimiento. Cabe destacar, que la primera huelga fue muy violenta, pues se destruyó maquinaria, se cortaron alambrados, se tomaron rehenes y se quemaron estancias. Tal como ocurrió el 2 de enero de 1921, un enfrentamiento armado entre los huelguistas capitaneados por "el 68" y la policía de Santa Cruz, de este hecho resultaron heridos varios policías y un huelguista muerto. A consecuencia de estas acciones, el gobierno federal ordena el estado de emergencia en la provincia, es por ello que José Accardi decide huir hacía Chile en abril de 1921 con varias personas, entre ellos un español (de apellido Lara) y su cuñado (Antonio Macías). Estos cruzan por un paso inhabilitado hacía Natales para posteriormente embarcarse en Punta Arenas con destino a Chiloé.
El resto de su vida en Chiloé fue totalmente distinta, se estableció en primera instancia en Rauco donde se casaría con Matilde Macías, una profesora en Quinched con la que tuvo 4 hijos (Angel, René, José y Ana), luego vivieron en la isla Tranqui, Melinka y Castro. 
Estuvo dedicado al comercio, especialmente a la venta de maderas como el ciprés de las guaitecas, pieles y abarrotes que transportaba en goletas a través del canal de Moraleda y el golfo Corcovado. 
Pasó sus últimos años en Castro, donde murió a la edad de 76 años.